# Tipula colteri
Tipula colteri är en tvåvingeart som beskrevs av Alexander 1943. Tipula colteri ingår i släktet Tipula och familjen storharkrankar. Inga underarter finns listade i Catalogue of Life.